# Samostan svetega Pavla
Samostan svetega Pavla (grško starogrško Μονή Αγίου Παύλου, Moní Agíou Pávlou, romunsko Mănăstirea Sfântul Pavel) je pravoslavni samostan v meniški državi Atos na skrajnem vzhodu polotoka Halkidika v Grčiji. Ustanovitelj samostana je bil Pavel Ksiropotamski, po katerem je dobil ime. Glavna samostanska cerkev je posvečena Kristusovi predstavitvi v jeruzalemskem templju, ki se praznuje 2. februarja. 

## Zgodovina
Samostan je v poznem 10. ali zgodnjem 11. stoletju ustanovil sveti Pavel Ksiropotamski, ki je ustanovil tudi samostan Ksiropotam.  Zapisi dokazujejo, da je bil samostan po letu 1035 neodvisen od samostana Ksiropotam. Sprva je bil posvečen svetemu Juriju in bil kmalu preimenovan po svojem ustanovitelju. Kasneje je bil posvečen Kristusovi predstavitvi v jeruzalemskem templju.
Med letoma 1355 in 1365 sta porušeni samostan kupila srbska mogotca Antonij Blagaš in Nikola Radonja in ga obnovila.  Nikola Radonja je postal njegov prior.  Obnovitev samostana, ki sta jo podprla tudi srbska plemiča Vuk Branković in Grgur Branković, je označila začetek srbskega  obdobja zgodovine samostana. 14. oktobra 1410 je srbski despot Đurađ Branković samostanu daroval Kuzmin, s čimer je izpolnil željo pokojnega kneza Lazarja Hrebeljanovića. Ruski romar Izaija priča, da je bil samostan konec 15. stoletja srbski.
Oktobra 1845 je Porfirij Uspenski dvanajst najbolj dragocenih listov Radoslavovega evangelija izročil Ruski nacionalni knjižnici v Sankt Peterburgu. Listi, ki so ostali v samostanu, so se izgubili. 
Samostan zaseda štirinajsto mesto v hierarhiji dvajsetih atoških samostanov. Samostanska knjižnica poseduje 494 rokopisov in 12.000 tiskanih knjig.
V samostanu je štirinajst menihov. Ima dva majhna delujoča skita: romunski Lakkoskiti in grški Nea Skiti (Novi skit). 